# Башня дока Гримсби

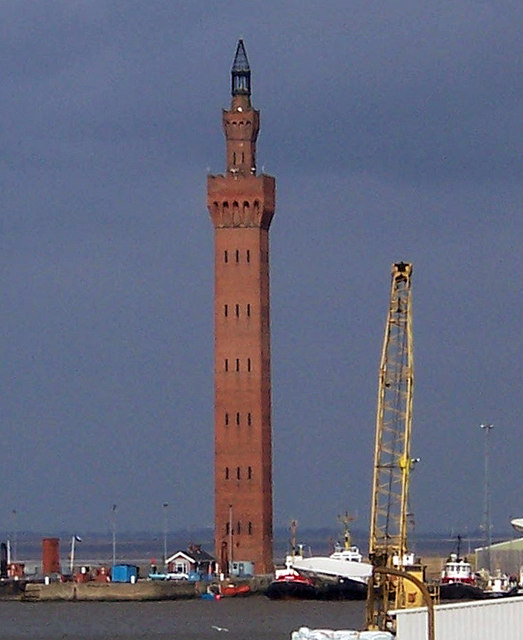
Башня дока Гримсби

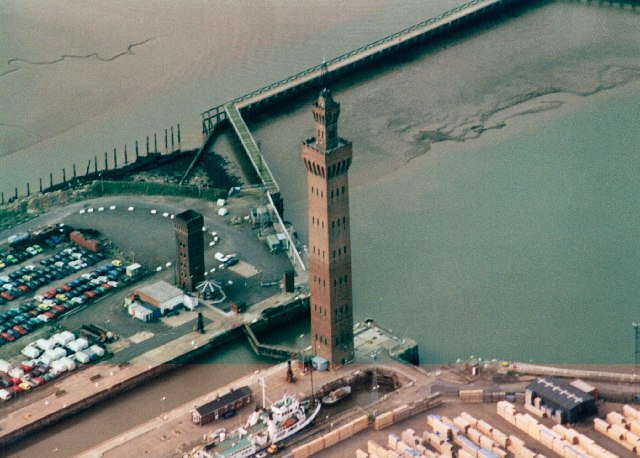
Вид сверху

Башня дока Гримсби — гидроаккумуляторная башня и морской ориентир у входа в Королевском доке в Гримсби, в северо-восточном Линкольншире, Англия. Она была достроена 27 марта 1852 года на основе идеи Уильяма Армстронга о гидравлическом аккумуляторе с целью разместить резервуар емкостью 30 000 имперских галлонов (140 000 л) на высоте 200 футов (61 м), который использовался для подачи гидравлической энергии на оборудование доков Гримсби. Чрезвычайная высота башни была необходима для достижения достаточного давления, и в результате этого башню можно увидеть на несколько миль вокруг, даже далеко вглубь суши на северном берегу реки Хамбер в некоторых деревнях, например, в  Патрингтоне.

## История и проект
Башня была построена для обеспечения давления воды для питания гидравлического оборудования (кранов, шлюзовых ворот и шлюзов) в доках Гримсби. Башня была построена так, чтобы нести резервуар 200 футов (61 м) над землей с прямой подачей в механизмы. Небольшие насосы наполняли бак, пока гидравлические механизмы откачивали воду. Башенная система была введена в эксплуатацию в 1852 году для работы механизмов шлюзовых ворот, сухих доков и пятнадцати причальных кранов, а также для снабжения пресной водой кораблей и жилых домов на территории дока. Воду брали из скважины 15 футов (4,6 м) в диаметре и 47 футов (14 м) глубокая, с бурением 5 ″ (127,0000000 мм) в диаметре до меловой скалы в центре, расположенной недалеко от того места, где сейчас находится офис Grimsby Evening Telegraph. Скважина также питалась семью бурами по 5 ″ (127,0000000 мм) в диаметре, с интервалом в длину 300 футов (91 м), который сбрасывается в колодец кирпичной водопропускной трубой 3 фута (0,91 м) в диаметре.
Вода подавалась из колодца в башню по чугунной трубе тринадцати дюймов в диаметре, а затем нагнеталась в резервуар двумя нагнетательными насосами, каждый диаметром десять дюймов, приводимыми в действие двойным горизонтальным двигателем в двадцать пять дюймов лошадиных сил. Все двигатели, насосы, трубы и все механизмы были изготовлены мистером Митчеллом из литейного завода Перран в Корнуолле.
Во время строительства башни Армстронг разработал другую систему с использованием весовых аккумуляторов, которая сразу же показала большие преимущества. Рабочее гидравлическое давление было больше, что позволяло использовать более компактную и дешевую технику, и все было на уровне земли. Первая такая установка была в доке и пирсе Новой Голландии, которые фактически были введены в эксплуатацию более чем за год до системы Гримсби.

### Архитектурное проектирование, строительство и открытие
Башня была спроектирована Джеймсом Уильямом Уайлдом, который основывал ее внешний вид на башне Торре дель Манджа в Палаццо Пубблико в Сиене. Она была построена под руководством Дж. М. Рендела, инженера-строителя, отвечавшего за строительство Королевского дока.
Первый этаж башни был украшен розовыми, белыми и синими драпировками, когда королева Виктория прибыла с принцем Альбертом, чтобы посетить причал и «открыть» башню в октябре 1854 года. Ее Величество разрешила принцу Альберту, принцу Уэльскому, и королевской принцессе сопровождать Рендела на гидравлическом лифте до галереи, огибающей башню над резервуаром для воды, откуда открывается хороший вид на Гримсби, Клитхорпс и устье реки Хамбер.
Высота башни 309 футов (94 м) высотой, её ширина 28 футов (8,5 м) у основания и постепенно сужается до 26 футов (7,9 м) ниже первого выступа; его стены 4 фута (1,2 м) толстые и узкие до 3 фута (0,91 м) на струнном ходу под консолями. Кирпичи этой простой кирпичной башни были сделаны из глины, полученной при раскопках в болоте, примыкающем к докам, и залиты раствором из голубой извести. В стенах в значительной степени используется кольцевая железная связка. Фундамент башни - сплошная каменная стена, построенная на деревянных несущих сваях. На её строительство ушло около миллиона кирпичей.
Местная легенда гласит, что башня была построена на фундаменте из ваты; история, вероятно, восходит к факту прибыльного импорта хлопка в Западном Йоркшире, что дало толчок к строительству Королевского дока и башни.

### Дальнейшее использование
Башня дока продолжала снабжать водой гидротехнические работы до 1892 года, когда была возведена башня гидроаккумулятора на противоположном пирсе примерно 200 футов (61 м) к северо-западу от башни дока взяла верх — вода в этом сооружении была напором 300-тонным грузом. Существующие доковые и шлюзовые механизмы работают от электрической или электрогидравлической энергии.
Во время Второй мировой войны башню планировали снести, так как она служила маяком для немецких самолетов Люфтваффе, направлявшихся в сторону Ливерпуля . Позже на кирпичах была установлена мемориальная доска, посвященная тральщикам войны.
Лифт башни больше не работает, наверх можно попасть по винтовой лестнице в одном углу здания. Второй балкон в настоящее время используется для передачи и приема радиосигналов.
Башня внесена в список I степени и является предметом приказа о сохранении.

## Модель
В Леголенде в Виндзоре есть модель башни дока Гримсби, полностью построенная из Lego. В то время как сама башня правильная, большое здание было неправильно добавлено к основанию башни.